# Gonzalo Abán
Pour les articles homonymes, voir Aban.
Gonzalo Abàn (né le 11 juin 1987 en Argentine) est un joueur de football argentin évoluant au San Luis de Quillota. Il évolue au poste d'attaquant et a été formé au Club Atlético River Plate.
Il a également évolué avec l'équipe d'Argentine des moins de 20 ans en 2006 et 2007.